# تجمد سطحي
التجمد السطحي هو ظهور ترتيب بلوري طويل المدى في الطبقة القريبة من سطح السائل. يكون تأثير تجمد السطح معاكساً للذوبان السطحي أو الانصهار السطحي. تم اكتشاف التجمد السطحي تجريبيًا في ذوبان الألكانات وجزيئات السلسلة ذات الصلة بشكل مستقل في أوائل التسعينيات على يد مجموعتين . استخدم جون إيرنشو ومجموعته (جامعة كوينز في بلفاست) تشتت الضوء ، والذي لم يسمح بتحديد سمك الطبقة المجمدة ، وما إذا كان مرتبة بشكل جانبي أم لا. اكتشفت مجموعة بن أوكو (مختبر بروكهافن الوطني) وإريك سيروتا (إكسون) وموشي دويتش (جامعة بار إيلان، إسرائيل) نفس التأثير بشكل مستقل، باستخدام حيود سطح الأشعة السينية الذي سمح لهم بإظهار أن الطبقة المجمدة هي طبقة أحادية بلورية، مع جزيئات موجهة تقريبًا على طول السطح الطبيعي، ومرتبة في شبكة سداسية الشكل. تأثير ذو صلة، لوحظ وجود مرحلة سائلة على سطح كتلة سائلة نيماتيكية في البلورات السائلة بواسطة جينس ألس- نيلسن (مختبر ريسو الوطني, الدنمارك) وبيتر بيرشان (جامعة هارفارد) في أوائل الثمانينيات.ومع ذلك، فإن الطبقة السطحية هناك لم تكن مرتبة، ولا تقتصر على طبقة واحدة.  ومنذ ذلك الحين تم العثور على التجمد السطحي في مجموعة واسعة من جزيئات السلسلة وفي واجهات مختلفة: هواء - سائل ، سائل - صلب ، سائل - سائل.